# Рузаевский район (Казахстан)
Руза́евский райо́н — административная единица на севере Казахстана в составе Петропавловского округа, Казахской АССР, Карагандинской, Северо-Казахстанской и Кокчетавской областей, существовавшая в 1928—1997 годах.

## История
Рузаевский район был образован в составе Петропавловского округа Казахской АССР согласно Постановлению Президиума ВЦИК СССР от 3 сентября 1928 года. С упразднением округов 17 октября 1930 года стал подчиняться республиканскому центру — Алма-Ате.
10 марта 1932 года Рузаевский район вошёл в состав вновь образованной Карагандинской области.
29 июля 1936 года согласно Постановлению Президиума ВЦИК СССР район передан в состав вновь образованной Северо-Казахстанской области Казахской АССР (с 5 декабря 1936 года — Казахской ССР).
16 марта 1944 года согласно Указу Президиума Верховного Совета Казахской ССР передан в состав новообразованной Кокчетавской области Казахской ССР (с 1991 года — Республики Казахстан).
22 октября 1955 года часть территории Рузаевского района была передана в новые Казанский и Чистопольский районы.
2 мая 1997 года Указом Президента Республики Казахстан Рузаевский район упразднён, его территория вошла в состав Целинного района Кокшетауской области, а 3 мая 1997 года вся территория Кокшетауской области, в том числе Целинный район, присоединены к Северо-Казахстанской области. 11 июня 2002 года Целинный район переименован в район имени Габита Мусрепова.

## Населённые пункты
- Рузаевка
- Андреевка
- Возвышенка
- Раисовка
- Берёзовка
- Сивковка
- Фрунзе
- Гавриловка
- Куйган
- Брилёвка
- Григорьевка
- Стерлитамак
- Чернозубовка
- Володарское
- Дружба
- Целинное

## СМИ
- Андреевское телевидение
- Раисовское телевидение